# Ministre des Affaires étrangères et du Commerce (Irlande)
Pour les articles homonymes, voir Ministre des Affaires étrangères.
Le ministre des Affaires étrangères et du Commerce (en anglais : Minister for Foreign Affairs and Trade, en irlandais : An tAire Gnóthaí Eachtracha agus Trádála) est le ministre chargé du département des Affaires étrangères au sein du gouvernement de l'Irlande. De 2011 à 2020, et depuis 2025, la fonction est associée avec le portefeuille du Commerce.

## Situation
Les bureaux du ministre sont situés à Iveagh House, St Stephen's Green à Dublin. Iveagh House est souvent utilisé pour désigner, par métonymie, le ministère.
La fonction est occupée par Simon Harris depuis le 23 janvier 2025.

## Liste des ministres

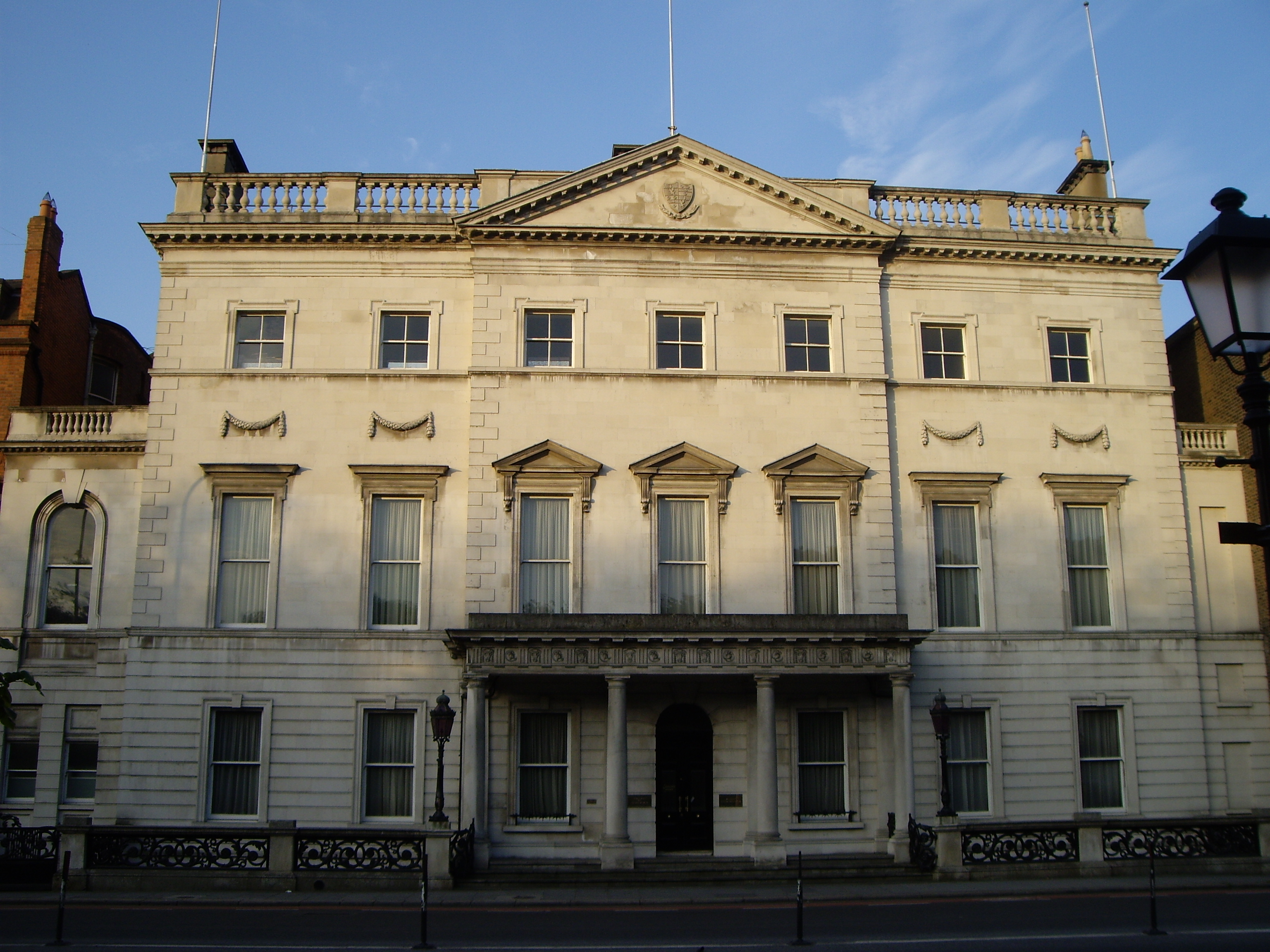
Iveagh House, siège du ministère des Affaires étrangères et du Commerce.

- Ministre par intérim

| Ministre des Affaires étrangères 1919–1922      |          |                               |                   |                   |       |                      |
| No.                                             | Portrait | Nom                           | Période           | Période           | Parti | Parti                |
| 1.                                              |          | George Noble Plunkett         | 22 janvier 1919   | 26 août 1921      |       | Sinn Féin            |
| 2.                                              |          | Arthur Griffith (1re période) | 26 août 1921      | 9 janvier 1922    |       | Sinn Féin            |
| 3.                                              |          | George Gavan Duffy            | 10 janvier 1922   | 25 juillet 1922   |       | Sinn Féin pro traité |
|                                                 |          | Arthur Griffith (2e période)  | 26 juillet 1922   | 12 août 1922      |       | Sinn Féin pro traité |
| 4.                                              |          | Michael Hayes                 | 21 août 1922      | 9 septembre 1922  |       | Sinn Féin pro traité |
| Ministre des Affaires extérieures 1922–1971     |          |                               |                   |                   |       |                      |
| No.                                             | Portrait | Nom                           | Période           | Période           | Parti | Parti                |
| 5.                                              |          | Desmond FitzGerald            | 30 août 1922      | 23 juin 1927      |       | Cumann na nGaedheal  |
| 6.                                              |          | Kevin O'Higgins               | 23 juin 1927      | 10 juillet 1927   |       | Cumann na nGaedheal  |
| 7.                                              |          | William T. Cosgrave           | 10 juillet 1927   | 11 octobre 1927   |       | Cumann na nGaedheal  |
| 8.                                              |          | Patrick McGilligan            | 11 octobre 1927   | 9 mars 1932       |       | Cumann na nGaedheal  |
| 9.                                              |          | Éamon de Valera               | 9 mars 1932       | 18 février 1948   |       | Fianna Fáil          |
| 10.                                             |          | Seán MacBride                 | 18 février 1948   | 13 juin 1951      |       | Clann na Poblachta   |
| 11.                                             |          | Frank Aiken (1re période)     | 13 juin 1951      | 2 juin 1954       |       | Fianna Fáil          |
| 12.                                             |          | Liam Cosgrave                 | 2 juin 1954       | 20 mars 1957      |       | Fine Gael            |
|                                                 |          | Frank Aiken (2e période)      | 20 mars 1957      | 2 juillet 1969    |       | Fianna Fáil          |
| 13.                                             |          | Patrick Hillery               | 2 juillet 1969    | 3 mars 1971       |       | Fianna Fáil          |
| Ministre des Affaires étrangères 1971–2011      |          |                               |                   |                   |       |                      |
| No.                                             | Portrait | Nom                           | Période           | Période           | Parti | Parti                |
|                                                 |          | Patrick Hillery               | 3 mars 1971       | 3 janvier 1973    |       | Fianna Fáil          |
| 14.                                             |          | Brian Lenihan (1re période)   | 3 janvier 1973    | 14 mars 1973      |       | Fianna Fáil          |
| 15.                                             |          | Garret FitzGerald             | 14 mars 1973      | 5 juillet 1977    |       | Fine Gael            |
| 16.                                             |          | Michael O'Kennedy             | 5 juillet 1977    | 11 décembre 1979  |       | Fianna Fáil          |
|                                                 |          | Brian Lenihan (2e période)    | 12 décembre 1979  | 30 juin 1981      |       | Fianna Fáil          |
| 17.                                             |          | John M. Kelly                 | 30 juin 1981      | 21 octobre 1981   |       | Fine Gael            |
| 18.                                             |          | James Dooge                   | 21 octobre 1981   | 9 mars 1982       |       | Fine Gael            |
| 19.                                             |          | Gerry Collins (1re période)   | 9 mars 1982       | 14 décembre 1982  |       | Fianna Fáil          |
| 20.                                             |          | Peter Barry                   | 14 décembre 1982  | 10 mars 1987      |       | Fine Gael            |
|                                                 |          | Brian Lenihan (3e période)    | 10 mars 1987      | 12 juillet 1989   |       | Fianna Fáil          |
|                                                 |          | Gerry Collins (2e période)    | 12 juillet 1989   | 11 février 1992   |       | Fianna Fáil          |
| 21.                                             |          | David Andrews (1re période)   | 11 février 1992   | 12 janvier 1993   |       | Fianna Fáil          |
| 22.                                             |          | Dick Spring (1re période)     | 12 janvier 1993   | 17 novembre 1994  |       | Travailliste         |
| 23.                                             |          | Albert Reynolds               | 18 novembre 1994  | 15 décembre 1994  |       | Fianna Fáil          |
|                                                 |          | Dick Spring (2e période)      | 15 décembre 1994  | 26 juin 1997      |       | Travailliste         |
| 24.                                             |          | Ray Burke                     | 26 juin 1997      | 7 octobre 1997    |       | Fianna Fáil          |
|                                                 |          | David Andrews (2e période)    | 8 octobre 1997    | 27 janvier 2000   |       | Fianna Fáil          |
| 25.                                             |          | Brian Cowen                   | 27 janvier 2000   | 29 septembre 2004 |       | Fianna Fáil          |
| 26.                                             |          | Dermot Ahern                  | 29 septembre 2004 | 7 mai 2008        |       | Fianna Fáil          |
| 27.                                             |          | Micheál Martin                | 7 mai 2008        | 19 janvier 2011   |       | Fianna Fáil          |
|                                                 |          | Brian Cowen (2e période)      | 19 janvier 2011   | 9 mars 2011       |       | Fianna Fáil          |
| Ministre des Affaires étrangères et du Commerce |          |                               |                   |                   |       |                      |
| No.                                             | Portrait | Nom                           | Période           | Période           | Parti | Parti                |
| 28.                                             |          | Eamon Gilmore                 | 9 mars 2011       | 11 juillet 2014   |       | Travailliste         |
| 29.                                             |          | Charles Flanagan              | 11 juillet 2014   | 14 juin 2017      |       | Fine Gael            |
| 30.                                             |          | Simon Coveney                 | 14 juin 2017      | 24 septembre 2020 |       | Fine Gael            |
| Ministre des Affaires étrangères                |          |                               |                   |                   |       |                      |
| No.                                             | Portrait | Nom                           | Période           | Période           | Parti | Parti                |
| 30.                                             |          | Simon Coveney                 | 24 septembre 2020 | 17 décembre 2022  |       | Fine Gael            |
| 31.                                             |          | Micheál Martin (2e période)   | 17 décembre 2022  | 23 janvier 2025   |       | Fianna Fáil          |
| Ministre des Affaires étrangères et du Commerce |          |                               |                   |                   |       |                      |
| No.                                             | Portrait | Nom                           | Période           | Période           | Parti | Parti                |
| 32.                                             |          | Simon Harris                  | 23 janvier 2025   | en cours          |       | Fine Gael            |

## Sources
- (en) Cet article est partiellement ou en totalité issu de l’article de Wikipédia en anglais intitulé « Minister for Foreign Affairs and Trade » (voir la liste des auteurs).